# NGC 7620
NGC 7620 (również PGC 71106 lub UGC 12520) – galaktyka spiralna (Sc), znajdująca się w gwiazdozbiorze Pegaza. Odkrył ją Albert Marth 5 września 1864. Jest to galaktyka z aktywnym jądrem.